# Grand Prix de Saint-Omer
Le Grand Prix de Saint-Omer est une ancienne course cycliste française, organisée de 1953 à 1963 à Saint-Omer, ville située dans le département du Calvados en région Normandie.
Parfois considéré comme un Critérium, seule la dernière épreuve de 1963 fut classée ainsi.

## Palmarès
| Année | Vainqueur                         | Deuxième                      | Troisième       |
| ----- | --------------------------------- | ----------------------------- | --------------- |
| 1953  | Gilbert Scodeller                 | Louis Déprez                  | Camille Huyghe  |
| 1954  | Raymond Hoorelbeke                | Romain Myss                   | Louis Déprez    |
| 1955  | Louis Déprez ou Édouard Klabinski | Jean Gosselin                 | Pierre Everaert |
| 1956  | Pierre Pardoën                    | André Gruchet ou Roger Grujon | Jean Gosselin   |
| 1957  | Louis Déprez                      | Georges Dequesne              | Louis Laversin  |
| 1958  | Daniel Denys                      | Camille Huyghe                | Jean Gosselin   |
| 1959  | Gilbert Scodeller                 | Jean Hoffmann                 | Albéric Schotte |
| 1960  | Francesco Miele                   | Louis Déprez                  | Albert Platel   |
| 1961  | Jan Zagers                        | Joseph Wasko                  | Francesco Miele |
| 1962  | Willy Bocklant                    | Frans Van Immerseel           | Frans Brands    |
| 1963  | Oswald Declercq                   | André Messelis                | Roland Aper     |